# André Navez
André Navez (Bienne-lez-Happart, 12 maart 1952) is een voormalig Belgisch lid van het Waals Parlement.

## Levensloop
Navez werd werkzaam bij de Socialistische Mutualiteiten, waar hij kon opstijgen tot diensthoofd.
In oktober 1976 werd hij als onafhankelijke socialist verkozen tot gemeenteraadslid van Binche. Van 1977 tot 2000 was hij er schepen.
Bij de verkiezingen van 1999 trad hij toe tot de PS en werd voor deze partij verkozen tot lid van het Waals Parlement en het Parlement van de Franse Gemeenschap. Hij ging echter als onafhankelijke zetelen en zou in beide parlementen zetelen tot in 2004.
In juli 2000 weigerde hij voor de PS op te komen bij de gemeenteraadsverkiezingen in Binche omdat hij het niet eens was dat PS-partijvoorzitter Elio Di Rupo de PS-lijst wou laten trekken door nieuweling Marie Arena. Hij besloot wel op te komen voor de dissidente lijst Union. De dissidente socialisten wonnen de gemeenteraadsverkiezingen en Navez werd van 2001 tot 2006 burgemeester van Binche. Samen met enkele andere dissidente socialistische lijsten in andere gemeenten was hij in november 2002 betrokken bij de oprichting van de Mouvement Socialiste Wallon (MSW) en trok voor deze partij de lijst voor de federale verkiezingen van 2003 in de kieskring Henegouwen zonder echter verkozen te raken. Bij de regionale verkiezingen van 2004 kwam hij niet meer op.
Bij de gemeenteraadsverkiezingen van 2006 behield de lijst Union haar absolute meerderheid in Binche. Union had echter maar één zetel meerderheid en nadat kort nadien een verkozene de Union verliet, belandde Navez in de oppositie. Bij de regionale verkiezingen van 2009 was hij opnieuw kandidaat voor de MSW, maar raakte niet verkozen ondanks 2.000 voorkeurstemmen. Bij de gemeenteraadsverkiezingen van 2012 kwam hij niet meer op, waarmee zijn politieke loopbaan ten einde kwam.